# Canal du Centre (Belgia)
Canal du Centre (în română Canalul Centrului) este un canal din Belgia care, împreună cu alte canale, unește albiile fluviilor Meuse și Escaut. Are o lungime totală de 24 km și face conexiunea între lacul Grand Large de lângă Nimy și canalul Charleroi-Bruxelles, lângă Seneffe.

## Traseu
Canalul începe la vest de Mons și traversează localitățile Nimy, Obourg, Ville-sur-Haine și Thieu. Această secțiune are o lungime de circa 15 km și o diferență de nivel de 23,26 m, care este depășită prin intermediul a șase ecluze. Cinci din ele au o diferență de nivel de 4,2 m fiecare, în timp ce a șasea, situată la Thieu, are o diferență de nivel de 2,26 m.
Următoarea secțiune a traseului canalului original între Thieu și Houdeng-Gœgnies urcă 66 m pe o distanță de 6790 m, diferență de nivel prea mare pentru un sistem de ecluze. De aceea, pe această secțiune originală au fost construite patru ascensoare pentru ambarcațiuni datând din perioada 1888–1917, care sunt acum incluse în Patrimoniul Mondial UNESCO (vezi Elevatoarele de ambarcațiuni de pe Canal du Centre). Aceste ascensoare au fost proiectate de inginerul Edwin Clark de la compania britanică Clark, Stansfield & Clark. Pentru a permite traficul comercial cu nave de până la 1350 de tone, această secțiune de canal a fost înlocuită, începând din 2002, de un canal paralel cu dimensiuni mari.

## Istoric

### Vechiul canal

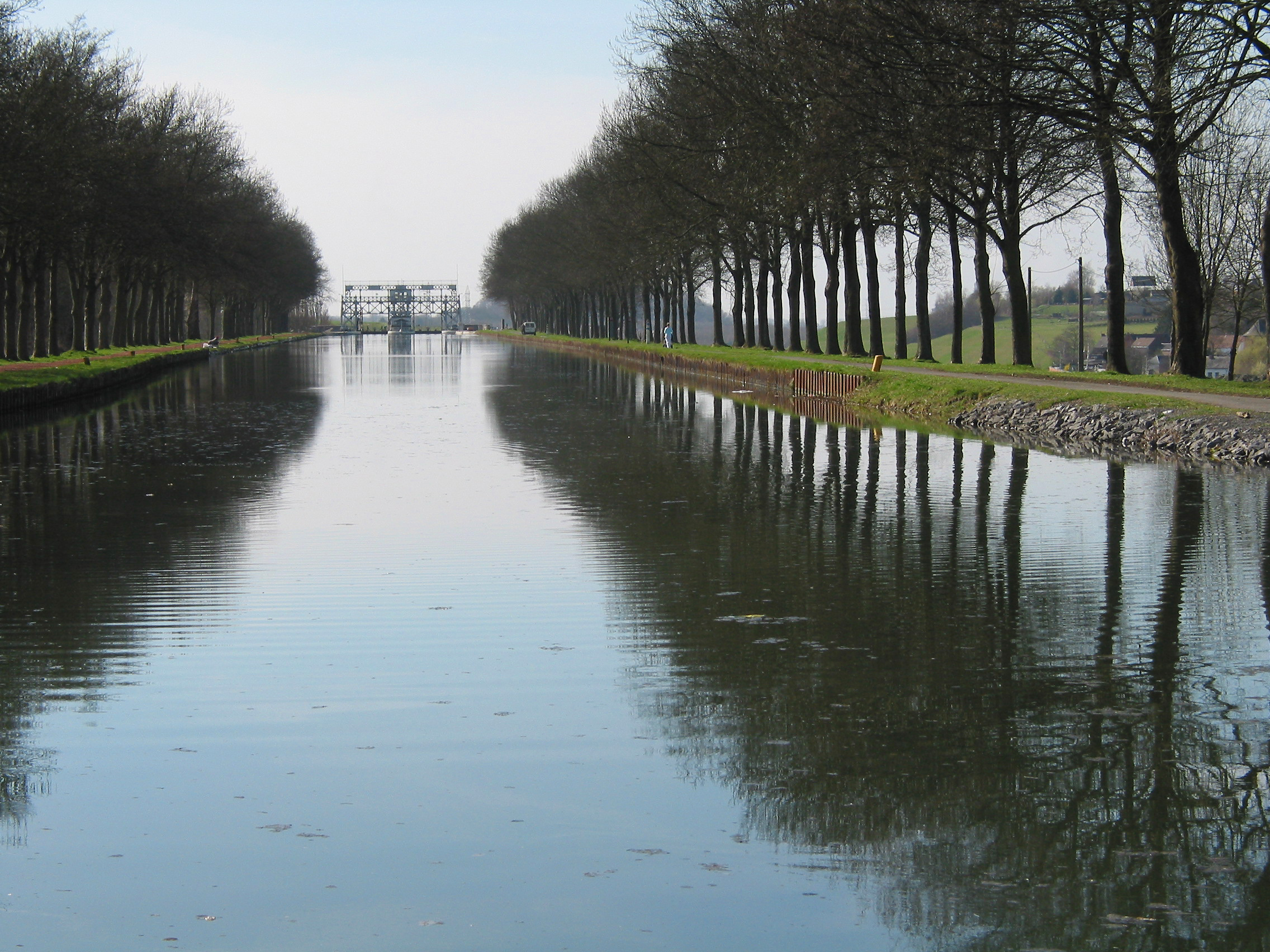
Vechea secțiune a canalului și ascensorul nr. 4

Conexiunea pe apă între Meuse și Escaut este un deziderat mai vechi, însă diferența de altitudine de aproximativ 96 m dintre cele două fluvii ar fi necesitat circa 32 de ecluze, ceea ce nu era fezabil. În 1879, Ministerul Lucrărilor Publice a adoptat o propunere a inginerului Edwin Clark de a se folosi ascensoare pentru ambarcațiuni în loc de ecluze. Primul dintre acestea, cel de la Houdeng-Gœgnies, a fost construit între 1885 și 1888. A fost inaugurat pe 4 iunie 1888 de către Regele Leopold al II-lea. Celelalte trei ascensoare au fost terminate și ele în 1917 și date în funcțiune în 1919. Au existat câteva motive pentru această întârziere. Între 1894 și 1911, necesitatea economică a canalului a fost pusă în mod repetat în discuție. Apoi, în 1914, când cele trei ascensoare erau practic finalizare, a izbucnit Primul Război Mondial.

### Noul canal
Vechiul canal permitea circulația vaselor cu un deplasament de maxim 300 de tone. În 1957, parlamentul Belgiei a adoptat o lege prin care se hotăra o lărgire majoră a canalului, pentru a-l putea aduce la un gabarit care să asigure circulația vaselor cu un deplasament de până la 1350 de tone. Proiectul tehnic întocmit în baza acestei legi a decis modificarea unei porțiuni semnificative din traseul canalului în locul lărgirii lui pe vechiul amplasament existent. Cea mai semnificativă caracteristică a noului canal este Elevatorul Strépy-Thieu, care înlocuiește cele patru ascensoare de ambarcațiuni precum și două din ecluzele amplasate pe vechiul canal.   
Canal du Centre a fost inaugurat pentru vasele cu un deplasament de până la 1350 de tone în septembrie 2002. Între 2000 și 2004, numărul anual de ambarcațiuni care îl traversează a crescut de la 1531 la 4041, în timp ce tonajul transportat a crescut și el, de la 282.000 la 1.513.000 de tone.
Începând din 2002, canal istoric a fost practic părăsit de barjele péniche, care preferă canalul paralel cu gabarit mare. A rămas însă în continuare deschis navigației, grație unei ecluze automate de la Thieu, care permite accesul în noul canal. Cele patru vechi ascensoare pentru ambarcațiuni au rămas și ele pe poziție, după includerea lor în Patrimoniul Mondial UNESCO, în 1998.